# 1924. március 24-i konzisztórium
Az 1924. március 24-i konzisztóriumot XI. Piusz pápa hívta össze. Összesen 2 új bíborost kreált.
| Nº                     | Ország                    | Név                      | Életkor                | Hivatal                           |
| Pápaválasztó bíborosok | Pápaválasztó bíborosok    | Pápaválasztó bíborosok   | Pápaválasztó bíborosok | Pápaválasztó bíborosok            |
| ---------------------- | ------------------------- | ------------------------ | ---------------------- | --------------------------------- |
| 1                      | Amerikai Egyesült Államok | George William Mundelein | 51                     | a Chicagói főegyházmegye érseke   |
| 2                      | Amerikai Egyesült Államok | Patrick Joseph Hayes     | 56                     | a New York-i főegyházmegye érseke |